# Upton Park Trophy
Die Upton Park Trophy ist ein Fußballwettbewerb auf den Kanalinseln. Der Wettbewerb wird seit 1907 ausgespielt und wurde von Upton Park F.C. anlässlich des zehnten Osteraufenthalts auf den Kanalinseln gespendet.
Der Pokal wird zwischen dem Meister Guernseys und dem Meister Jerseys ausgespielt. Der Austragungsort variiert von Jahr zu Jahr.
Rekordtitelträger ist Northerners AC aus Guernsey mit 16 Pokalerfolgen bei 28 Teilnahmen. Erfolgreichste Mannschaft aus Jersey ist First Tower United, die es auf 12 Erfolge bei 19 Spielen bringen. 1968 wurde der Titel zwischen Jersey Wanderers und St. Martin’s AC geteilt, da sich nach Verlängerung kein Sieger gefunden hatte. Mittlerweile wurde für diesen Fall das Elfmeterschießen eingeführt.